# Rüte (rhode)
Rüte (toponimo tedesco) è stato un comune svizzero del Canton Appenzello Interno. Già comune autonomo (rhode), nel 1873 è stato trasformato nel nuovo distretto di Rüte.